# DeWayne McKnight

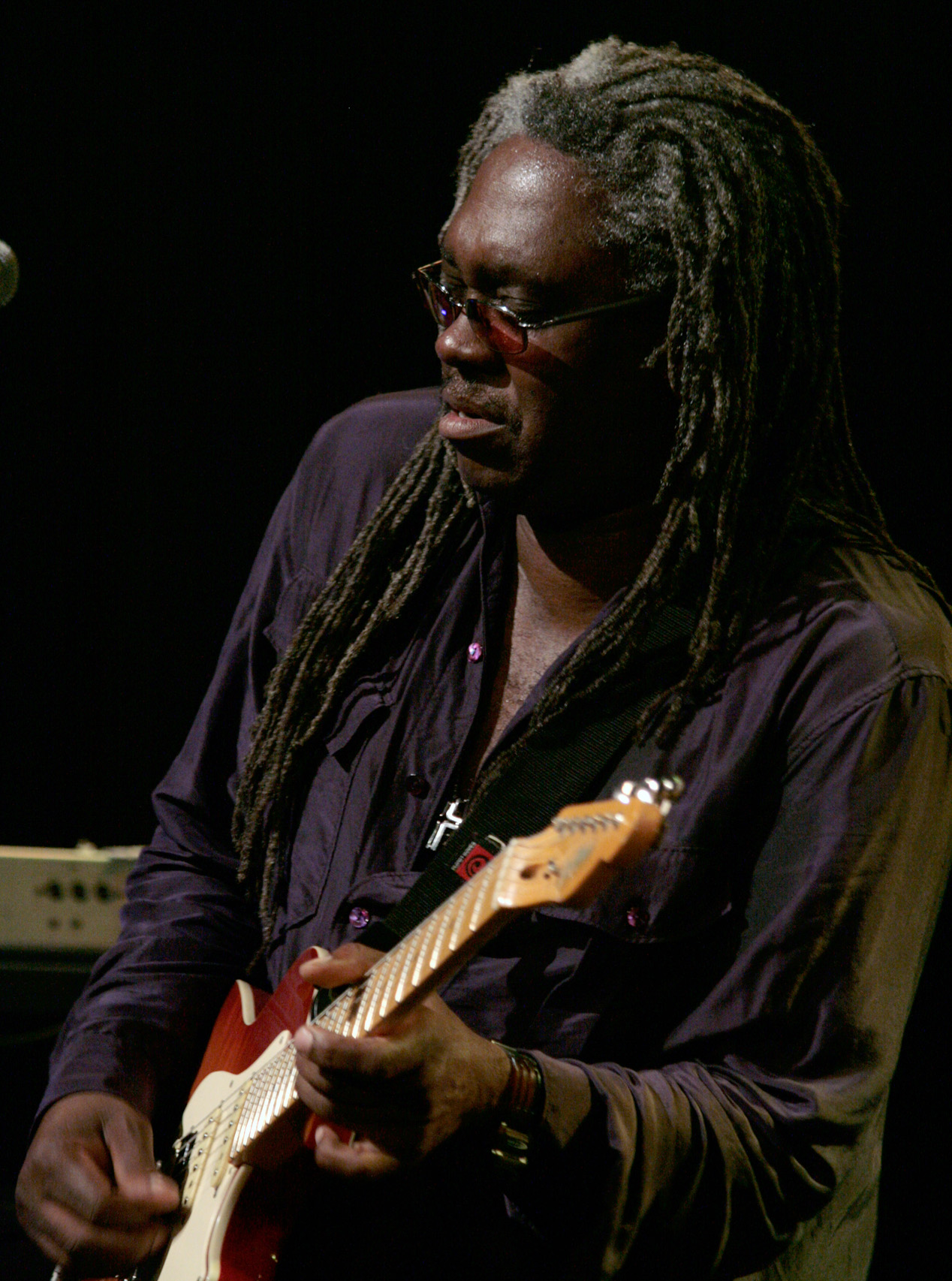
DeWayne McKnight, Wien 2009

DeWayne „Blackbyrd“ McKnight (* 17. April 1954 in Los Angeles, Kalifornien) ist ein US-amerikanischer Gitarrist des Fusion-Jazz und P-Funk. Er selbst beschreibt seine Musik als Progressive Funk-Rock.

## Leben und Wirken
McKnight machte seine ersten Aufnahmen 1973 mit Charles Lloyd (Geeta, Morning Sunrise), mit dem er auch Anfang der 1970er Jahre tourte. Von 1975 bis 1978 spielte er elektrische Gitarre bei den The Headhunters von Herbie Hancock, mit denen er unter anderem Survival of the Fittest (1975) und Straight from the Gate (1978) aufnahm (sowie mit Herbie Hancock Man-Child und Flood – Live in Japan 1975), und danach bis 2008 bei Parliament und Funkadelic von George Clinton und anderen Clinton-Projekten wie Brides of Funkenstein. Von 1980 bis 2008 war er musikalischer Leiter von Parliament/Funkadelic.
Er spielte auch mit Sonny Rollins (auf Nucleus 1975), Bennie Maupin, Macy Gray, Ron Wood und Bernard Fowler, Shuggie Otis, Melvin Gibbs, Fishbone, Wyzard of Mothers Finest und Bill Laswell.
1988 war er auch kurzzeitig Gitarrist der Red Hot Chili Peppers und spielte auf deren Album Out in L.A. (1994). Ab 2007 spielte er auch Solo im Umfeld der Knitting Factory und war 2008 Mitgründer der Band SocialLybrium mit Bernie Worrell. 2009 erschien sein Debüt-Album als Solist bout funkin` time. McKnight, der auch mit Miles Davis spielte, gehört zu der Reunion-Band The Miles Electric Band, die aus Musikern von Miles Davis besteht.